# Sao Diêm Vương
Sao Diêm Vương (Pluto) hay Diêm Vương tinh (định danh hành tinh vi hình: 134340 Pluto) là hành tinh lùn nặng thứ hai đã được biết trong Hệ Mặt Trời (sau Eris) và là vật thể nặng thứ mười trực tiếp quay quanh Mặt Trời.
Trước kia sao Diêm Vương từng được xếp hạng là một hành tinh, nhưng hiện nay Sao Diêm Vương được coi là thành viên lớn nhất của một vùng riêng biệt được gọi là Vành đai Kuiper. Tương tự như các thành viên khác của vành đai này, nó chủ yếu gồm đá với băng và có kích thước khá nhỏ: xấp xỉ một phần năm khối lượng và một phần ba thể tích Mặt Trăng của Trái Đất. Sao Diêm Vương có quỹ đạo với độ lệch tâm lớn và rất nghiêng. Độ lệch tâm khiến nó có thể có khoảng cách từ 30 tới 49 AU (4,4–7,4 tỷ km) từ Mặt Trời, nên thỉnh thoảng Sao Diêm Vương ở gần Mặt Trời hơn Sao Hải Vương. Sao Diêm Vương và vệ tinh lớn nhất của nó, Charon, thường được coi là một hệ đôi bởi khối tâm của các quỹ đạo của chúng không nằm trong bất kỳ một vật thể nào. Hiệp hội Thiên văn Quốc tế (IAU) vẫn chưa chính thức hoá một định nghĩa cho các hệ hành tinh lùn đôi, và cho tới khi họ thông qua một quyết định như vậy, Charon vẫn được xếp hạng là một vệ tinh của Sao Diêm Vương. Sao Diêm Vương cũng có ba vệ tinh nhỏ hơn khác là Nix, Hydra, được khám phá năm 2005, và vệ tinh P4 được khám phá năm 2011.
Cũng như Sao Kim và Sao Thiên Vương, Sao Diêm Vương tự quay theo chiều ngược. Chu kỳ tự quay của nó là -6,387.230 ngày hay -6 ngày 9 giờ 17 phút 36 giây.
Từ khi được phát hiện năm 1930 cho tới tận năm 2006, Sao Diêm Vương vẫn được tính là hành tinh thứ chín của Hệ Mặt Trời. Tuy nhiên, cuối thế kỷ 20 đầu thế kỷ 21, nhiều vật thể tương tự Sao Diêm Vương đã được phát hiện ở phía ngoài Hệ Mặt Trời, đáng chú ý nhất là vật thể đĩa phân tán Eris, có khối lượng lớn hơn Sao Diêm Vương 27%. Ngày 24 tháng 8 năm 2006 Hiệp hội Thiên văn Quốc tế đã lần đầu tiên định nghĩa "hành tinh". Định nghĩa này không bao gồm Sao Diêm Vương, nó bị Hiệp hội Thiên văn Quốc tế xếp loại lại như một thành viên của loại mới là các hành tinh lùn cùng với Eris và Ceres. Sau khi được tái xếp hạng, Sao Diêm Vương được thêm vào danh sách các tiểu hành tinh và được định danh bằng số 134340. Một số nhà khoa học vẫn cho rằng nó cần được xếp vào nhóm hành tinh.
Vào ngày 14 tháng 7 năm 2015, New Horizons trở thành phi thuyền đầu tiên bay ngang qua Sao Diêm Vương và các vệ tinh của nó, thực hiện các đo đạc và ghi lại những hình ảnh một cách chi tiết.

## Khám phá

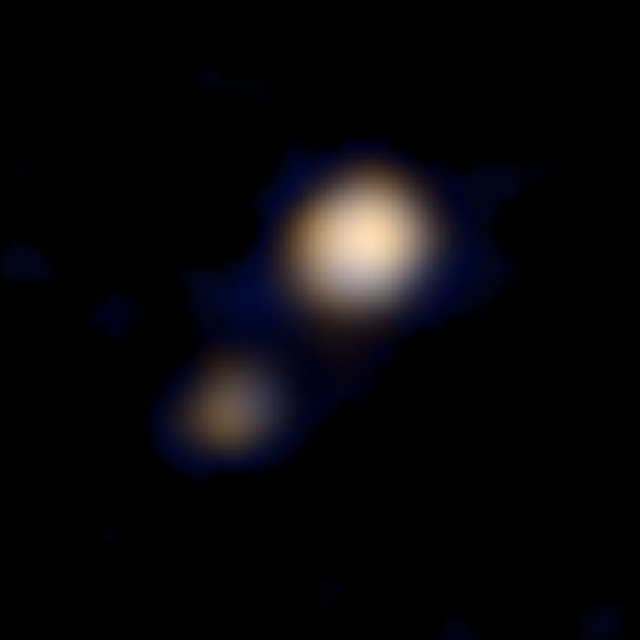
Tấm ảnh màu đầu tiên của Sao Diêm Vương và Charon, được chụp bởi New Horizons

Trong thập niên 1840, sử dụng cơ học Newton, Urbain Le Verrier đã dự đoán vị trí của Sao Hải Vương khi ấy vẫn chưa được khám phá sau khi phân tích những nhiễu loạn trong quỹ đạo của Sao Thiên Vương. Giả thiết rằng những sự nhiễu loạn bị gây ra bởi lực hút hấp dẫn của hành tinh khác, Le Verrier đã gửi những tính toán của mình cho nhà thiên văn học Đức Johann Gottfried Galle. Ngày 23 tháng 9 năm 1846, ngay buổi tối sau khi nhận được bức thư, Galle và sinh viên của mình Heinrich d'Arrest đã tìm thấy Sao Hải Vương ở chính xác nơi Le Verrier đã dự đoán. Những quan sát Sao Hải Vương ở cuối thế kỷ 19 đã khiến các nhà thiên văn học phải cho rằng quỹ đạo của Sao Thiên Vương đang bị nhiễu loạn bởi một hành tinh khác nữa ngoài Sao Hải Vương. Năm 1906, Percival Lowell, một người Boston giàu có từng thành lập Đài quan sát Lowell tại Flagstaff, Arizona năm 1894, đã khởi động một dự án lớn để tìm kiếm một hành tinh có thể có thứ 9, hành tinh mà ông gọi tên là "Hành tinh X". Tới năm 1909, Lowell và William H. Pickering đã đề xuất nhiều tọa độ có thể của một hành tinh như vậy. Lowell và đài quan sát của mình đã tìm kiếm từ năm 1905 tới khi ông qua đời năm 1916, nhưng không hề có kết quả.
Việc tìm kiếm Hành tinh X của đài thiên văn mãi tới năm 1929, mới được bắt đầu trở lại khi ông giám đốc Vesto Melvin Slipher giao vai trò định vị Hành tinh X cho Clyde Tombaugh, một chàng trai xuất thân nông dân 22 tuổi đến từ Kansas, người mới chỉ tới Đài quan sát Lowell sau khi Slipher cảm thấy ấn tượng bởi một mẫu các bản vẽ thiên văn học của anh.
Nhiệm vụ của Tombaugh là vẽ hình một cách có hệ thống bầu trời đêm bằng những bức ảnh đúp được chụp từ hai tuần trước đó, sau đó xem xét các cặp và xác định xem có bất kỳ một vật thể nào thay đổi vị trí hay không. Sử dụng một máy được gọi là máy so sánh ánh sáng nhấp nháy, anh nhanh chóng di chuyển tới lui các quang cảnh của mỗi đĩa, để tạo ra sự phản chiếu di động của bất kỳ vật thể nào đã thay đổi vị trí hay xuất hiện giữa các bức ảnh. Ngày 18 tháng 2 năm 1930, sau gần một năm tìm kiếm, Tombaugh đã phát hiện một vật thể có thể di động trên những đĩa ảnh được chụp ngày 23 tháng 1 và 29 tháng 1 năm ấy. Một bức ảnh chất lượng kém hơn được chụp ngày 20 tháng 1 đã giúp anh xác nhận sự chuyển động. Sau khi đài quan sát có được những bức ảnh xác nhận thêm nữa, tin tức về khám phá được gửi tới Đài quan sát Đại học Harvard ngày 13 tháng 3 năm 1930. Vật thể mới sau này đã được thấy trong những bức ảnh được chụp từ ngày 19 tháng 3 năm 1915.

### Đặt tên
Quyền đặt tên cho vật thể mới phát hiện thuộc về Đài quan sát Lowell. Tombaugh đã hối thúc Slipher đề nghị một cái tên cho vật thể này trước khi có người khác làm điều đó. Những đề xuất được gửi về ồ ạt từ khắp nơi trên thế giới. Constance Lowell đề nghị tên Zeus, sau đó là Lowell, và cuối cùng là họ của bà. Tất cả đề nghị này đều không được chấp nhận.

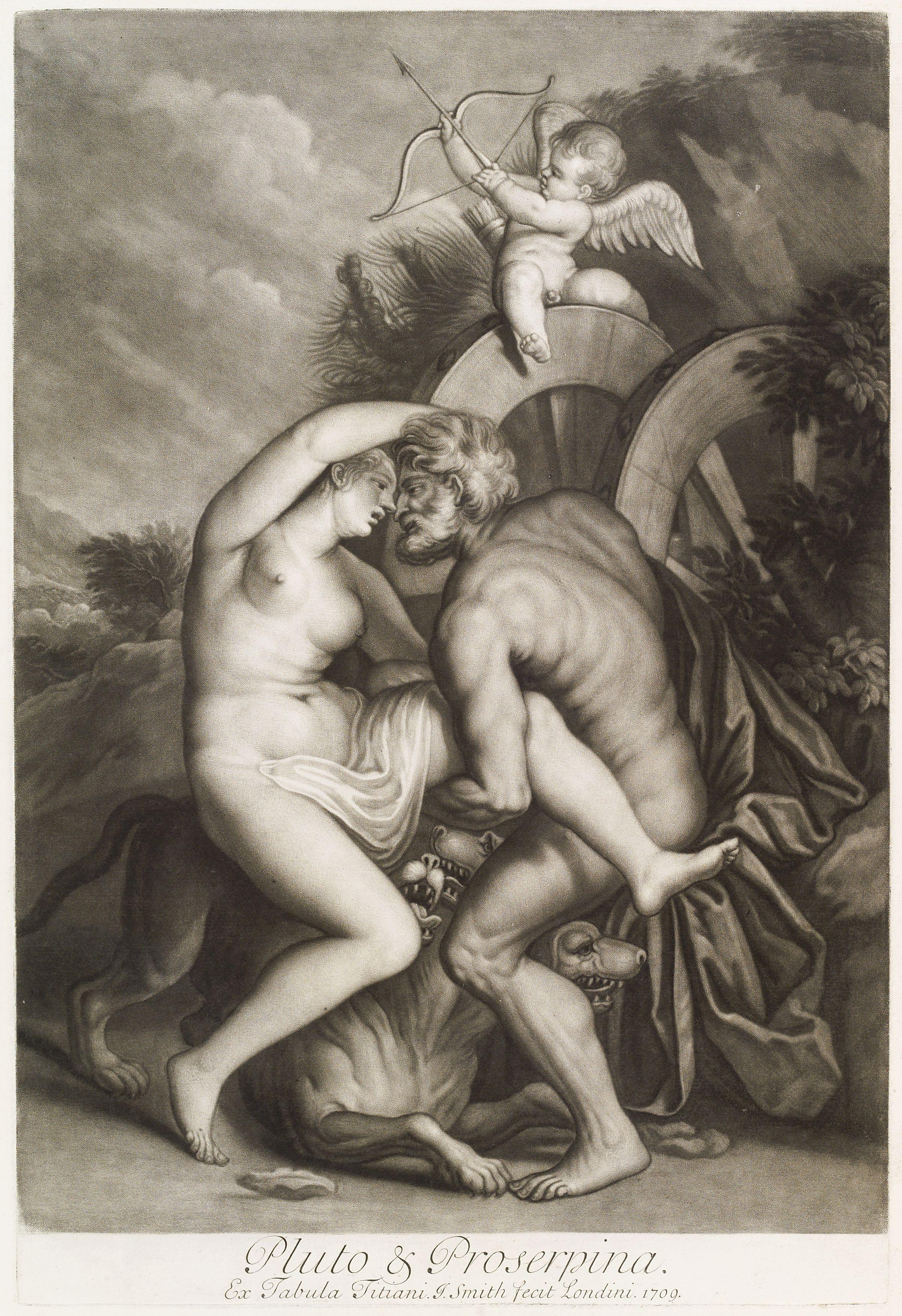
Pluto và Proserpina

Cái tên Pluto lần đầu được Venetia Burney (sau này là Venetia Phair), một cô học trò 11 tuổi tại Oxford, Anh Quốc đề xuất. Venetia yêu thích thần thoại cổ điển cũng như thiên văn học, và coi cái tên Pluto (một trong những tên khác của Hades, vị thần cai quản địa ngục của người Hy Lạp), là thích hợp cho một hành tinh được cho là tối và lạnh như vậy. Cô bé đã nói ra ý kiến đó trong một cuộc thảo luận với người ông Falconer Madan, một cựu thủ thư tại Thư viện Bodleian thuộc Đại học Oxford. Madan đã gửi cái tên này cho Giáo sư Herbert Hall Turner, và ông này lại đánh điện báo cái tên đó cho các đồng nghiệp ở châu Mỹ.
Vật thể được chính thức đặt tên ngày 24 tháng 3 năm 1930. Mỗi thành viên của Đài quan sát Lowell được cho phép bỏ phiếu chọn trong danh sách chỉ gồm ba cái tên: "Minerva" (tên đã được đặt cho một tiểu hành tinh), "Cronus" (vốn không được coi trọng bởi nó được đề xuất từ một nhà thiên văn vô danh tên là Thomas Jefferson Jackson See), và "Pluto" do Burney đặt. Pluto nhận được số phiếu tối đa. Cái tên này được công bố ngày 1 tháng 5 năm 1930. Ngay sau khi công bố, Madan đã cho Venetia năm pound làm tiền thưởng.
Cái tên Pluto được dự định gợi nhớ tới những chữ cái đầu trong tên của nhà thiên văn học Percival Lowell, chữ viết lồng P-L cũng là biểu tượng thiên văn học của Sao Diêm Vương (). Biểu tượng chiêm tinh học của Sao Diêm Vương giống với biểu tượng của Sao Hải Vương (), nhưng có một vòng tròn thay thế cho cái chĩa đinh ba ở giữa ().
Tại Nhật Bản năm 1930, ngay sau khi hành tinh này được phát hiện, trên "Khoa học hoạ báo" (Nhật văn: 科学画報), Nojiri Hōei (野尻抱影) đã đề nghị dịch tên gọi của hành tinh này sang tiếng Nhật là Minh Vương Tinh [chữ Hán: 冥王星, đọc theo âm âm độc là "めいおうせい" (Meiō sei)]. Minh vương (冥王) là tục xưng của Diêm Ma La Già (閻魔羅闍), theo Phật giáo là chúa tể của địa ngục. Đài Thiên văn Kyōto đã sử dụng tên gọi này nhưng Đài Thiên văn Tōkyō (nay là Đài Thiên văn quốc lập) tiếp tục dùng tên gọi "プルートー" (Purūtō, dịch âm từ tiếng Anh "Pluto") cho đến năm 1943. Trung Quốc từ năm 1933 cũng gọi hành tinh này là "Minh vương tinh". Tên gọi Minh vương tinh còn được dùng trong tiếng Triều Tiên [đọc theo âm Hán tự Triều Tiên là "명왕성" (Myeongwangseong)] và tiếng Mông Cổ.
Do chữ "minh" 冥 có nghĩa là "u ám, tối tăm" đồng âm với chữ "minh" 明 có nghĩa là "sáng" và "minh vương" 冥王 đồng âm với "minh vương" 明王 có nghĩa là "vị vua sáng suốt" nên người Việt Nam tránh gọi Diêm Ma La Già là Minh vương mà thường gọi tắt là Diêm vương (閻王). Minh vương tinh cũng theo đó mà được từ sách báo Trung Quốc sang tiếng Việt là Diêm Vương Tinh (閻王星) hoặc Sao Diêm Vương.
Nhiều ngôn ngữ Phi Âu sử dụng cách chuyển tự "Pluto" bằng cái tên của họ cho vật thể này.

### Cái chết của Hành tinh X
Ngay khi được tìm thấy, ánh sáng mờ nhạt và sự thiếu vắng một đĩa phân giải được đã khiến mọi người nghi ngờ Sao Diêm Vương có thể là Hành tinh X của Lowell. Trong suốt thế kỷ 20, những ước tính về khối lượng Sao Diêm Vương liên tục bị điều chỉnh theo hướng giảm xuống: Năm 1931, khối lượng của Sao Diêm Vương được tính gần bằng khối lượng Trái Đất, đến năm 1948 nhà khoa học hành tinh Gerard Kuiper tính toán lại khối lượng của nó, cho thấy bị giảm xuống tới 1/10 khối lượng Trái Đất, gần bằng khối lượng Sao Hỏa. Năm 1976, Dale Cruikshank, Carl Pilcher và David Morrison tại Đại học Hawaii lần đầu tiên tính toán suất phản chiếu bề mặt Sao Diêm Vương, họ tính ra suất phản chiếu của hành tinh này gấp 1,4–1,9 lần suất phản chiếu của Trái Đất - cho thấy có sự hiện diện của băng metan; điều này có nghĩa Sao Diêm Vương phải đặc biệt rất sáng so với kích thước của nó và do đó khối lượng của Sao Diêm Vương chỉ nhẹ hơn 1% khối lượng Trái Đất. Năm 1978, sự khám phá vệ tinh Charon của Sao Diêm Vương lần đầu tiên đã cho phép đo đạc khối lượng của nó bằng khoảng 2% khối lượng Trái Đất, quá nhỏ để gây ra sự không nhất quán trong quỹ đạo của Sao Thiên Vương. Những nghiên cứu sau đó về một Hành tinh X khác, đáng chú ý nhất là của Robert Harrington, đều không thành công. Năm 1993, Myles Standish đã sử dụng dữ liệu từ chuyến bay ngang Sao Hải Vương của Voyager 2, xác định lại tổng khối lượng hành tinh này giảm 0,5%, để tính toán lại ảnh hưởng trọng lực lên Sao Thiên Vương. Với những con số mới, sự không nhất quán, sự cần thiết của Hành tinh X đã bị bãi bỏ. Ngày nay đa số nhà thiên văn học thống nhất rằng Hành tinh X, như Lowell định nghĩa nó, không tồn tại. Lowell đã đưa ra dự đoán vị trí Hành tinh X năm 1915 hơi gần hơn vị trí thực của Sao Diêm Vương ở thời điểm đó; tuy nhiên, Ernest W. Brown đã kết luận gần như ngay lập tức rằng đó là một sự trùng khớp, một quan điểm vẫn được duy trì đến ngày nay.

## Đặc điểm của hành tinh

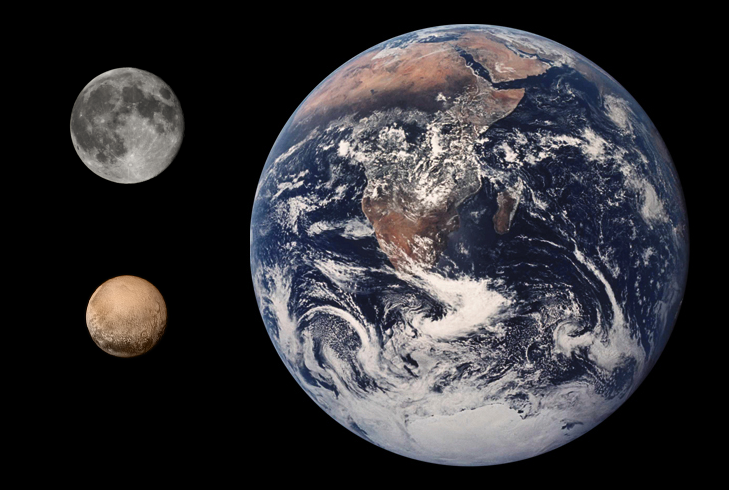
So sánh kích thước của Trái Đất (bên phải), Mặt Trăng (phía trên, bên trái) và Sao Diêm Vương (phía dưới, bên trái).

Các plutino lớn nhất so sánh về kích thước, suất phân chiếu và màu sắc.

Khoảng cách từ Sao Diêm Vương tới Trái Đất khiến việc nghiên cứu sâu về hành tinh này rất khó khăn. Nhiều chi tiết về Sao Diêm Vương sẽ vẫn chưa được biết tới cho đến năm 2015, khi tàu vũ trụ New Horizons tới đó.

### Hình dạng bên ngoài và thành phần
Độ sáng biểu kiến bên ngoài của Sao Diêm Vương trong khoảng 15,1, lên tới 13,65 ở điểm cận nhật. Để quan sát được nó, một kính viễn vọng phải có độ mở khoảng 30 cm (12 in). Sao Diêm Vương trông không rõ ràng và giống sao thậm chí khi được quan sát bằng kính viễn vọng lớn bởi đường kính góc của nó chỉ là 0,11". Nó có màu xám sáng pha chút vàng.
Phân tích quang phổ bề mặt Sao Diêm Vương cho thấy nó có thành phần gồm hơn 98% băng nitơ, với các dấu hiệu của methane và carbon monoxide. Khoảng cách và những giới hạn về hiện tại trong kỹ thuật kính viễn vọng khiến không thể chụp ảnh trực tiếp các chi tiết bề mặt Sao Diêm Vương. Các hình ảnh từ Kính viễn vọng không gian Hubble không thể hiện bất kỳ một đặc điểm hay dấu hiệu bề mặt có thể phân biệt nào.
Những hình ảnh tốt nhất về Sao Diêm Vương có từ các bản đồ sáng được tạo ra từ các quan sát gần các lần thực của nó với vệ tinh lớn nhất, Charon. Sử dụng quá trình xử lý máy tính, những quan sát được tiến hành bằng những yếu tố sáng khi Sao Diêm Vương bị Charon che khuất. Ví dụ, việc che khuất một điểm sáng trên Pluto sẽ tạo ra một sự thay đổi tổng độ sáng lớn hơn khi che khuất một điểm tối. Sử dụng kỹ thuật này, ta có thể đo đạc tổng độ sáng của hệ Sao Diêm Vương-Charon và theo dõi những thay đổi độ sáng theo thời gian. Những bản đồ được Kính viễn vọng không gian Hubble tổng hợp cho thấy bề mặt Sao Diêm Vương có đặc điểm ở sự không đồng nhất, một sự thực cũng được chứng nhận bởi sự làm cong ánh sáng và bởi những thay đổi định kỳ trong các phổ của nó. Bề mặt Sao Diêm Vương hướng về phía Charon chứa nhiều băng methane hơn, trong khi phía bề mặt đối diện chứa nhiều nitơ và băng carbon monoxit. Điều này biến Sao Diêm Vương thành vật thể có sự trái ngược lớn thứ hai trong Hệ Mặt Trời sau Iapetus.

### Cấu trúc bên trong

Cấu trúc dự đoán của Sao Diêm Vương.
1. Nitơ đông lạnh
2. Băng nước
3. Silicate và băng nước

Kính viễn vọng không gian Hubble cho rằng mật độ Sao Diêm Vương ở trong khoảng 1,8 và 2,1 g/cm³, cho thấy thành phần bên trong của nó gồm khoảng 50–70% đá và 30–50% băng. Vì sự phân rã phóng xạ của các khoáng chất cuối cùng sẽ làm nóng băng tới mức đủ để chúng tách khỏi đá, các nhà khoa học chờ đợi kết cấu bên trong của Sao Diêm Vương có sự khu biệt, với vật liệu đá lắng xuống thành một lõi đặc bao quanh bởi một áo băng. Những ước tính ban đầu từ tàu New Horizons cho thấy đường kính vùng lõi là 1700 km, và Sao Diêm Vương không có hoạt động từ trường.
Có thể quá trình nóng lên đó đang diễn ra ở thời điểm hiện tại, tạo ra một biển nước ngầm bên dưới bề mặt. Tháng 9 năm 2016, các nhà khoa học tại Đại học Brown mô phỏng quá trình va chạm thông qua hình thành vùng đồng bằng Sputnik Planitia, cho thấy nó có thể là kết quả của việc nước lỏng dâng trào từ bên dưới bề mặt sau vụ va chạm, ngụ ý rằng có hiện diện biển nước ngầm nằm dưới bề mặt ở sâu 100 km. Cho đến tháng 6 năm 2020, các nhà thiên văn học đã thông báo bằng chứng cho rằng bên dưới bề mặt Sao Diêm Vương có thể chứa đại dương, và do đó nó có khả năng nuôi dưỡng sự sống khi nó mới được hình thành.

### Địa chất
Những đặc trưng địa chất nổi bật trên Sao Diêm Vương gồm: Tombaugh Regio (hay còn gọi là vùng "trái tim"), một vùng sáng lớn nhất nằm trên mặt đối diện với Charon. Cthulhu Macula, một vùng tối dài nằm ở vùng phía bên trái bán cầu. Cuối cùng là "Brass Knuckles", một dải các vùng tối trải dài xích đạo nằm ở vùng phía bên phải bán cầu.
Một thùy nằm ở phía tây Tombaugh Regio gọi là Sputnik Planitia, một bồn địa rộng 1.000 km chứa băng nitơ và carbon monoxit lạnh, bị phân chia thành ô đới lưu xếp cạnh như hình đa giác mang các khối trôi nổi trên lớp vỏ băng nước và các hố thăng hoa về phía rìa của chúng.  Cũng có dấu hiệu rõ ràng về những dòng chảy sông băng và chúng chảy ra khỏi bồn địa. Khi tàu New Horizons chụp các bức ảnh về bồn địa, nó không có một hố va chạm nào có thể thấy được, cho thấy bề mặt của nó chưa đầy 10 triệu năm tuổi. Những nghiên cứu mới nhất chỉ ra rằng bề mặt có độ tuổi 180.000 năm. Nhóm khoa học thuộc dự án New Horizons đã tóm tắt những phát hiện ban đầu là "Sao Diêm Vương hiện lên nhiều dạng địa mạo, bao gồm cả những dạng địa hình sinh ra từ các quá trình tác động của sông băng và bề mặt - bầu khí quyển cũng như các quá trình va chạm, kiến tạo, có thể có hoạt động núi lửa băng và xói mòn bề mặt hàng loạt".
Phần phía tây của Sputnik Planitia có những cánh đồng chứa đụn cát ngang được hình thành do những cơn gió thổi từ trung tâm Sputnik Planitia theo hướng những đỉnh núi xung quanh. Các bước sóng trong đụn cát nằm trong khoảng 0,4–1 km và có khả năng bao gồm các hạt mêtan có kích cỡ 200–300 μm.

### Kích thước và khối lượng
Đường kính Sao Diêm Vương là 2376,6 km. Khối lượng của nó nặng 1,303×1022 kg, tương đương 0,00218 lần khối lượng Trái Đất và 0,177 lần khối lượng Mặt Trăng. Diện tích bề mặt của Sao Diêm Vương là 1,779×107 km², gần bằng diện tích bề mặt nước Nga. Hấp dẫn bề mặt của Sao Diêm Vương là 0,063 g, so với Trái Đất là 1 g và Mặt Trăng là 0,17 g.
Khối lượng của Sao Diêm Vương không được biết hàng chục năm sau khi nó được khám phá. Việc đo lường quỹ đạo vệ tinh Charon đã giúp các nhà khoa học tính được khối lượng của Sao Diêm Vương, dùng một công thức của Isaac Newton dựa vào các định luật của Johannes Kepler. Các quan sát về Sao Diêm Vương khi che khuất với Charon cho phép các nhà khoa học ước tính đường kính của Sao Diêm Vương với con số chính xác hơn, trong khi việc phát minh ra phương pháp quang học thích nghi cho phép họ xác định được hình dạng chính xác của nó.
Sao Diêm Vương không những nhỏ hơn tất cả các hành tinh khác trong Thái Dương Hệ mà còn nhỏ hơn các vệ tinh sau đây: Ganymede, Titan, Callisto, Io, Mặt Trăng, Europa và Triton. Trong khi đó, Sao Diêm Vương lại lớn hơn tất cả các tiểu hành tinh của vòng đai chính, giữa Sao Hoả và Sao Mộc, hay của vòng đai Kuiper. Điều này làm cho các nhà khoa học tin rằng Sao Diêm Vương không phải là một hành tinh chính thức mà thuộc một loại thiên thể nhiều người gọi là plutino – loại hành tinh nhỏ giống Sao Diêm Vương (Pluto).
Việc xác định kích thước của Sao Diêm Vương trở nên phức tạp do bầu khí quyển và sương mù đầy hydrocacbon. Vào tháng 3 năm 2014, các nhà khoa học E. Lellouch, C. de Bergh và các đồng nghiệp đã công bố liên hệ đến tỷ số trộn của mêtan trong khí quyển Sao Diêm Vương thích hợp với đường kính của nó, cho thấy lớn hơn 2.360 km, với "dự đoán tốt nhất" là 2.368 km. Vào ngày 13 tháng 7 năm 2015, các bức ảnh chụp từ thiết bị LORRI bên trong tàu New Horizons của NASA, cùng với dữ liệu thu được từ các thiết bị khác, đã xác định đường kính của Sao Diêm Vương là 2.370 km, sau đó được sửa đổi là 2.372 km vào ngày 24 tháng 7, và sau đó nữa là 2.374 km. Sử dụng dữ liệu vô tuyến từ Thí nghiệm Khoa học Vô tuyến của New Horizons (REX), các nhà khoa học đã tìm được đường kính của Sao Diêm Vương là 2.376,6 km.

### Khí quyển

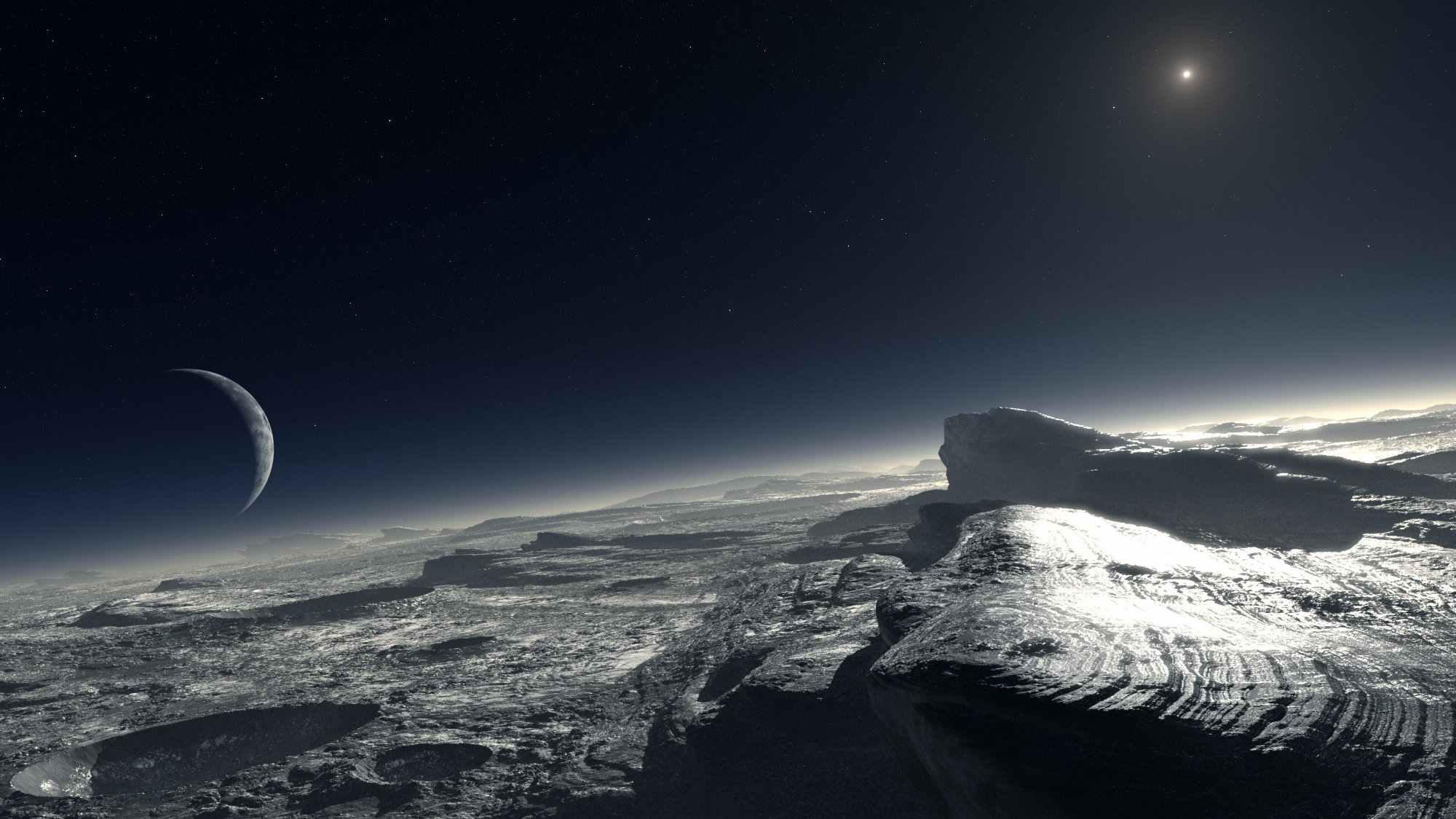
Mô phỏng máy tính trên mô hình CRIRES của L. Calçada ở ESO về bề mặt Sao Diêm Vương với bầu khí quyển sương mù, vệ tinh Charon và Mặt Trời trên bầu trời.

Mô phỏng mới về khí quyển quanh bề mặt Sao Diêm Vương qua các hình ảnh New Horizons thu thập được năm 2015

Khí quyển Sao Diêm Vương là lớp khí mỏng thành phần gồm khí nitơ, mêtan, và cacbon mônôxít. Chúng có nguồn gốc từ băng trên bề mặt bốc hơi tạo thành. Áp suất bề mặt trong khí quyển thay đổi từ 6,5 tới 24 μbar. Người ta cho rằng quỹ đạo elip dẹt của Sao Diêm Vương có ảnh hưởng lớn đến khí quyển của nó: khi nó chuyển động ra xa Mặt Trời, bầu khí quyển của nó bị đóng băng dần và rơi trở lại bề mặt. Khi Sao Diêm Vương đến gần Mặt Trời hơn, nhiệt độ bề mặt tăng lên, băng trên bề mặt thăng hoa thành khí. Quá trình này tạo ra hiệu ứng nhà kính ngược; giống như mồ hôi làm lạnh cơ thể khi nó toát ra bề mặt da, sự thăng hoa này làm lạnh bề mặt của Sao Diêm Vương. Các nhà khoa học sử dụng mảng kính thiên văn vô tuyến Submillimeter Array gần đây đã phát hiện ra rằng nhiệt độ trên bề mặt Sao Diêm Vương vào khoảng 43 K (−230 °C), lạnh hơn 10 K so với giá trị trước đó.
Do có mặt mêtan, một loại khí nhà kính mạnh, hiện tượng đảo ngược nhiệt độ trong khí quyển của Sao Diêm Vương đã xảy ra, với nhiệt độ trung bình ấm hơn 36 K ở độ cao trên 10 km so với bề mặt. Tầng khí quyển thấp hơn có độ tập trung mêtan cao hơn so với tầng khí quyển trên cao.
Chứng cứ đầu tiên cho thấy Sao Diêm Vương có bầu khí quyển được tìm thấy tại Đài quan sát trên không Kuiper (Kuiper Airborne Observatory) năm 1985, dựa trên quá trình quan sát một ngôi sao bị che khuất bởi Sao Diêm Vương. Khi một thiên thể không có bầu khí quyển di chuyển ra phía trước ngôi sao thì ánh sáng từ ngôi sao bị biến mất một cách đột ngột; trong trường hợp của Diêm Vương Tinh, ngôi sao mờ dần dần đi. Từ tốc độ mờ dần, người ta tính ra được áp suất khí quyển bằng 0,15 pascal, xấp xỉ 1/700.000 so với của Trái Đất. Những kết quả này được củng cố mạnh mẽ bằng những quan sát mở rộng trong quá trình che khuất xảy ra vào năm 1988.
Năm 2002, sự kiện Sao Diêm Vương che khuất một ngôi sao khác đã được quan sát và phân tích bởi đội đứng đầu là Bruno Sicardy ở Đài quan sát Paris, James L. Elliot ở MIT, và Jay Pasachoff ở Williams College. Kết quả họ thu được thật ngạc nhiên, áp suất khí quyển ước tính bằng 0,3 pascal, cho dù thời điểm này Sao Diêm Vương nằm xa Mặt Trời hơn so với thời điểm năm 1988 và do đó bầu khí quyển phải lạnh và loãng hơn. Một cách giải thích cho sự khác biệt này là năm 1987, cực nam của Sao Diêm Vương bắt đầu đi ra khỏi bóng tối trong suốt 120 năm, gây ra hiện tượng nitơ thăng hoa từ băng ở cực nam. Phải mất hàng thập kỉ để khí nitơ dư thừa ngưng tụ lại trong bầu khí quyển khi nó bị đóng băng trên chỏm băng tối vĩnh cửu ở cực bắc. Các đỉnh nhọn trong biểu đồ dữ liệu từ các nghiên cứu này cho thấy khả năng có gió thổi trong khí quyển của Sao Diêm Vương. Đội MIT-Williams College gồm James Elliot, Jay Pasachoff, và đội do Leslie Young dẫn đầu từ Viện nghiên cứu Tây Nam Southwest Research Institute cũng quan sát sự che khuất của Sao Diêm Vương vào ngày 12 tháng 6 năm 2006 tại Úc.
Tháng 10 năm 2006, Dale Cruikshank ở Trung tâm nghiên cứu Ames thuộc NASA (người đồng lãnh đạo dự án New Horizons) và các đồng nghiệp thông báo họ phát hiện ra dấu vết của êtan trong quang phổ trên bề mặt của Sao Diêm Vương. Lượng êtan này được sinh ra từ sự quang phân hay sự phân ly do bức xạ (sự chuyển đổi hợp chất hóa học do ánh sáng hay bức xạ) của mêtan đóng băng trên bề mặt Sao Diêm Vương hay lơ lửng trong bầu khí quyển của nó.

## Quỹ đạo và sự tự quay

### Quỹ đạo

Quỹ đạo của Sao Diêm Vương

Quỹ đạo của Sao Diêm Vương khi nhìn hình chiếu đứng mặt phẳng hoàng đạo

Chu kỳ quỹ đạo hiện tại của Sao Diêm Vương là khoảng 248 năm Trái Đất. Quỹ đạo của nó khác với các hành tinh khác do có độ nghiêng quỹ đạo hơn 17° và tâm sai khoảng 0,25. Chỉ quỹ đạo của Sao Thủy có độ nghiêng đáng kể là khoảng 7° và tâm sai là khoảng 0,2; còn các hành tinh khác thì có quỹ đạo elip với tâm sai rất bé. Tâm sai lớn có nghĩa là một phần của quỹ đạo Sao Diêm Vương gần với Mặt Trời hơn quỹ đạo của Sao Hải Vương. Khi đến gần điểm cận nhật, Sao Diêm Vương ở gần Mặt Trời hơn Sao Hải Vương. Nhưng do độ nghiêng quỹ đạo, điểm cận nhật của nó ở phía bên trên (khoảng 8 AU) mặt phẳng hoàng đạo.
Bán trục lớn của quỹ đạo Sao Diêm Vương thay đổi trong khoảng 39,3 đến 39,6 AU, và chu kỳ khoảng mỗi 19,95 năm (tương ứng với chu kỳ quỹ đạo thay đổi trong khoảng 246 đến 249 năm). Hiện tại bán trục lớn và chu kỳ quỹ đạo của Sao Diêm Vương đang dài ra.
Các sơ đồ trên hai hình bên biểu diễn vị trí tương đối của quỹ đạo Sao Diêm Vương so với mặt phẳng hoàng đạo (mặt cắt vuông góc mặt phẳng hoàng đạo - ecliptic view), và hình chiếu từ trên xuống vuông góc với mặt phẳng hoàng đạo (polar view) với vị trí hiện hành của Sao Diêm Vương và Sao Hải Vương. Các đoạn quỹ đạo phía trên mặt phẳng hoàng đạo được tô màu sáng hơn, các đoạn nằm dưới thì có màu tối hơn; điểm cận nhật và điểm viễn nhật được đánh dấu lần lượt bằng các chữ q và Q.

#### Quỹ đạo tránh Sao Hải Vương

Quỹ đạo Sao Diêm Vương — nhìn từ trên cực. Góc 'nhìn từ phía trên' này thể hiện cách quỹ đạo của Sao Diêm Vương (màu đỏ) không tròn bằng quỹ đạo Sao Hải Vương (màu xanh), và tại sao thỉnh thoảng Sao Diêm Vương ở gần Mặt Trời hơn Sao Hải Vương. Những nửa tối hơn của hai quỹ đạo thể hiện nơi chúng đi dưới mặt phẳng hoàng đạo. Các vị trí của hai vật thể trong ngày 16 tháng 4 năm 2006; tới tháng 4 năm 2007 chúng đã thay đổi vị trí khoảng 3 pixel (khoảng 1 AU).

Dù rõ ràng quỹ đạo của Sao Diêm Vương cắt quỹ đạo Sao Hải Vương khi quan sát trực tiếp từ phía trên hoàng đạo, hai vật thể này không thể va chạm. Điều này bởi các quỹ đạo của chúng được sắp thẳng hàng sao cho Sao Diêm Vương và Sao Hải Vương không bao giờ tiếp cận gần. Nhiều yếu tố tác động tới việc này.
Ở mức độ đơn giản nhất, một người có thể xem xét hai quỹ đạo và thấy rằng chúng không giao nhau. Khi Sao Diêm Vương ở vị trí cận nhật, và vì thế cũng ở điểm gần nhất với quỹ đạo của Sao Hải Vương như được quan sát ở hình chiếu từ trên xuống, nó cũng ở điểm xa nhất phía trên hoàng đạo. Điều này có nghĩa thực tế quỹ đạo Sao Diêm Vương chạy qua phía trên quỹ đạo Sao Hải Vương, khiến chúng không thể va chạm. Quả vậy, phần quỹ đạo Sao Diêm Vương ở gần Mặt Trời hơn quỹ đạo Sao Hải Vương nằm khoảng 8 AU phía trên hoàng đạo, và cũng cách một khoảng tương tự với quỹ đạo Sao Hải Vương. Giao điểm lên của quỹ đạo của Sao Diêm Vương, điểm tại đó quỹ đạo cắt ngang hoàng đạo, hiện cách khỏi quỹ đạo Sao Hải Vương hơn 21°; các giao điểm xuống của chúng cũng cách nhau một khoảng cách góc tương tự (xem biểu đồ). Bởi quỹ đạo Sao Hải Vương hầu như phẳng so với mặt phẳng hoàng đạo, Sao Diêm Vương luôn cách xa phía trên khi hai hành tinh ở gần nhau trên quỹ đạo.
Chỉ riêng điều này không đủ để bảo vệ Sao Diêm Vương; các nhiễu loạn (ví dụ, tiến động quỹ đạo) từ các hành tinh, đặc biệt là Sao Hải Vương, sẽ làm thay đổi quỹ đạo Sao Diêm Vương, vì thế trong hàng triệu năm một vụ va chạm có thể xảy ra. Một số cơ cấu khác hay các cơ cấu sẽ hoạt động từ đó. Cơ cấu đáng chú ý nhất là một cộng hưởng chuyển động trung bình với Sao Hải Vương.

Biểu đồ này thể hiện các vị trí quan hệ của Sao Diêm Vương (màu đỏ) và Sao Hải Vương (màu xanh) tại các thời điểm được lựa chọn. Kích thước Sao Hải Vương và Sao Diêm Vương được thể hiện như nghịch đảo tỷ lệ với khoảng cách giữa chúng để nhấn mạnh lần tiếp cận gần nhất năm 1896.

Sao Diêm Vương nằm ở 3:2 cộng hưởng khoảng cách chuyển động trung bình với Sao Hải Vương: cứ ba lần Sao Hải Vương quay xung quanh Mặt Trời, Sao Diêm Vương thực hiện điều đó 2 lần. Hai vật thể sau đó sẽ quay trở lại các vị trí ban đầu của chúng và chu kỳ lặp lại, mỗi chu kỳ kéo dài 500 năm. Mô hình này được xác định sao cho, trong mỗi chu kỳ 500 năm, lần đầu tiên Sao Diêm Vương gần điểm cận nhật Sao Hải Vương ở hơn 50° phía sau Sao Diêm Vương. Ở lần cận nhật thứ hai của Sao Diêm Vương, Sao Hải Vương sẽ hoàn thành một vòng nữa và một nửa vòng riêng trên quỹ đạo của nó, và vì thế sẽ ở một khoảng cách tương tự phía trước Sao Diêm Vương. Trên thực tế, khoảng cách tối thiểu giữa Sao Diêm Vương và Sao Hải Vương là hơn 17 AU; Sao Diêm Vương thực tế có thời điểm ở gần (11 AU) Sao Thiên Vương hơn Sao Hải Vương.
Sự cộng hưởng 3:2 giữa hai vật thể rất ổn định, và không thay đổi trong hàng triệu năm. Điều này khiến quỹ đạo của chúng không thể thay đổi so với nhau— chu kỳ luôn lặp lại theo cùng cách— và hai vật thể không bao giờ đến được gần nhau. Vì thế, thậm chí khi quỹ đạo của Sao Diêm Vương không quá nghiêng, hai vật thể cũng không bao giờ va chạm nhau.

#### Các yếu tố khác ảnh hưởng tới quỹ đạo Sao Diêm Vương

Biểu đồ của điểm cận nhật tranh cãi

Những nghiên cứu số đã cho thấy rằng sau những chu kỳ hàng triệu năm, hình thức tổng thể của sự thẳng hàng giữa quỹ đạo của Sao Diêm Vương và Sao Hải Vương không thay đổi. Tuy nhiên, có nhiều sự cộng hưởng và tác động khác ảnh hưởng tới các chi tiết chuyển động tương đối của chúng, và tăng cường tính ổn định của Sao Diêm Vương. Chúng xuất hiện chủ yếu từ hai cơ cấu phụ trợ (ngoài sự cộng hưởng chuyển động trung bình 3:2).
Đầu tiên, cuộc tranh cãi về điểm cận nhật của Sao Diêm Vương, góc giữa điểm nơi nó cắt hoàng đạo và điểm nó ở gần Mặt Trời nhất, đu đưa quanh 90°. Điều này có nghĩa khi Sao Diêm Vương ở gần Mặt Trời nhất, nó đang ở điểm xa nhất phía trên mặt phẳng hoàng đạo của Hệ Mặt Trời, ngăn cản va chạm với Sao Hải Vương. Đây là hậu quả trực tiếp của cơ cấu Kozai, liên quan tới sự lệch tâm của một quỹ đạo với độ nghiêng của nó, liên hệ với một vật thể làm nhiễu động lớn hơn — trong trường hợp này là Sao Hải Vương. Liên quan tới Sao Hải Vương, biên độ dao động là 38°, và vì thế sự chia tách góc của điểm cận nhật của Sao Diêm Vương với quỹ đạo của Sao Hải Vương luôn lớn hơn 52° (= 90°–38°). Sự chia tách nhỏ nhất này diễn ra mối 10,000 năm.
Thứ hai, các kinh độ của giao điểm lên của hai vật thể — các điểm khi chúng cắt mặt phẳng hoàng đạo - ở cộng hưởng gần với sự đu đưa bên trên. Khi hai kinh độ trùng nhau — có nghĩa, khi một kinh độ có thể vẽ một đường thẳng xuyên qua cả hai điểm giao và Mặt Trời — điểm cận nhật của Sao Diêm Vương nằm chính xác tại 90°, và nó ở gần Mặt Trời Nhật khi ở đỉnh phía trên quỹ đạo Sao Hải Vương. Nói cách khác, khi Sao Diêm Vương nằm gần nhất các giao điểm của mặt phẳng quỹ đạo Sao Hải Vương, nó cũng ở xa nhất phía trên nó. Điều này được gọi là siêu cộng hưởng 1:1.Để hiểu tình trạng của sự đu đưa, tưởng tượng một điểm quan sát phía trên cực, nhìn xuống đường hòng đạo từ một điểm ưu thế ở xa nơi các hành tinh chuyển động theo quỹ đạo ngược chiều kim đồng hồ. Sau khi vượt qua điểm giao lên, Sao Diêm Vương ở bên trong quỹ đạo Sao Hải Vương và chuyển động nhanh hơn, tiếp cận với Sao Hải Vương từ phía sau. Lực hút hấp dẫn mạnh giữa hai vật thể khiến động lượng góc từ Sao Hải Vương được chuyển sang Sao Diêm Vương. Điều này khiến Sao Diêm Vương đi vào một quỹ đạo hơi lớn hơn, nơi nó đi hơi chậm lại, tuân theo Định luật thứ ba của Kepler. Khi quỹ đạo thay đổi, nó dần tạo hiệu ứng thay đổi pericentre và các kinh độ của Sao Diêm Vương (và, ở mức độ nhỏ hơn, của Sao Hải Vương). Sau nhiều lần lặp lại như vậy, Sao Diêm Vương đã bị hãm lại ở mức đủ, và Sao Hải Vương cũng tăng tốc ở mức đủ, khiến Sao Hải Vương bắt đầu bắt Sao Diêm Vương tại phía đối diện quỹ đạo của nó (gần điểm giao đối diện nơi chúng ta bắt đầu). Quá trình này sau đó lại đảo ngược, và Sao Diêm Vương mất động lượng góc cho Sao Hải Vương, cho tới khi Sao Diêm Vương tăng tốc đủ để nó bắt đầu bắt Sao Hải Vương một lần nữa ở điểm ban đầu. Toàn bộ quá trình hoàn thành trong khoảng 20,000 năm.

### Sự tự quay
Chu kỳ tự quay của Sao Diêm Vương bằng 6,387 ngày trên Trái Đất. Giống với Sao Thiên Vương, một mặt của Sao Diêm Vương nằm trong mặt phẳng quỹ đạo. Độ nghiêng trục của Sao Diêm Vương là 122,53°, chính vì thế hành tinh lùn có sự biến đổi theo mùa cực kỳ khắc nghiệt. Tại điểm chí, một phần tư bề mặt của Sao Diêm Vương được Mặt Trời chiếu sáng liên tục, trong khi một phần tư bề mặt bên kia lại chìm trong bóng tối. Nguyên nhân giải thích cho sự bất thường này vẫn là chủ đề gây ra tranh cãi. Nghiên cứu từ Đại học Arizona đã đoán rằng có thể là do sự tự quay của vật thể luôn điều tiết để làm cho năng lượng rơi vào mức tối thiểu. Điều này có nghĩa một vật thể đang định hướng lại chính bản thân nó để đưa khối lượng từ bên ngoài về đến gần xích đạo và những vùng thiếu đi khối lượng quay về phía các cực. Hiện tượng đó gọi là "hiện tượng đảo cực" (polar wander). Theo một bài báo trích từ Đại học Arizona, khối nitơ đóng băng tích tụ trong các khu vực bị che khuất của hành tinh lùn nên mới gây ra hiện tượng này. Những khối này sẽ khiến vật thể tự định hướng lại, dẫn đến độ nghiêng trục bất thường của nó. Sự tích tụ của nitơ là do khoảng cách rộng lớn của sao Diêm Vương với Mặt Trời. Tại xích đạo, nhiệt độ có thể rơi -210 °C, gây ra việc đóng băng nitơ giống như nước bị đóng băng trên Trái Đất.

## Vệ tinh

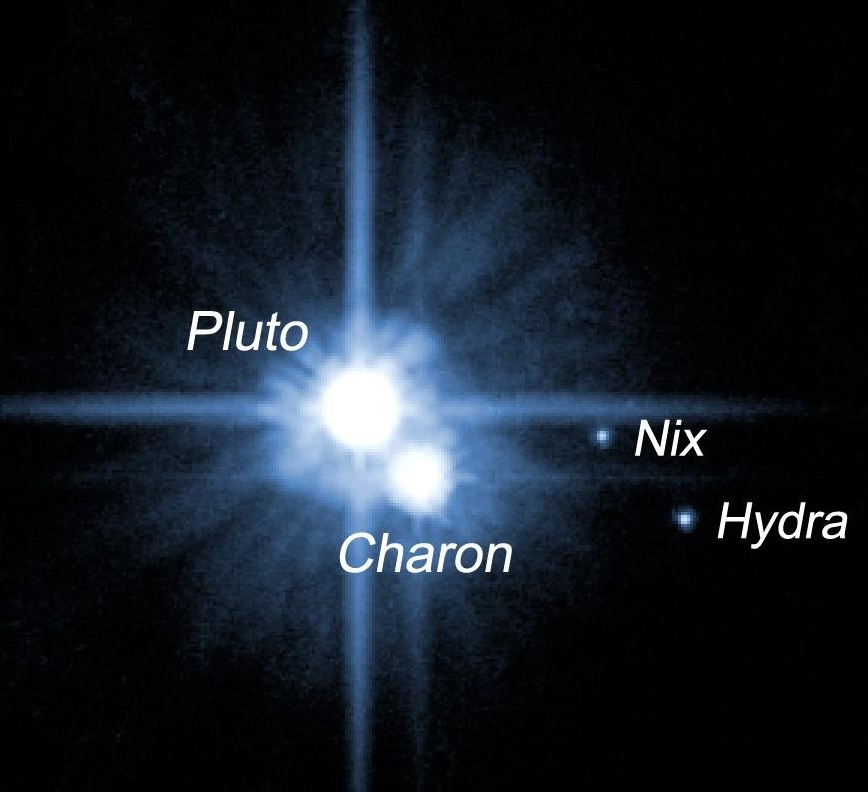
Sao Diêm Vương và ba vệ tinh đã được khám phá của nó. Sao Diêm Vương và Charon là các vật thể sáng nhất ở giữa, hai vệ tinh nhỏ hơn ở phía phải và phía dưới xa hơn phía ngoài.

Sao Diêm Vương có năm vệ tinh tự nhiên đã được biết: Charon, lần đầu được xác định năm 1978 bởi nhà thiên văn học James Christy; và hai vệ tinh nhỏ hơn, Nix và Hydra, cả hai cùng được phát hiện năm 2005, và 2 vệ tinh nữa Kerberos & Styx.
Các vệ tinh của Sao Diêm Vương luôn ở gần bề mặt của nó, so với các hệ khác đã được quan sát. Các vệ tinh có thể có tiềm năng quay quanh Sao Diêm Vương lên tới 53% (hay 69%, nếu đi ngược) của bán kính quyển Hill, vùng ảnh hưởng trọng lực ổn định của Sao Diêm Vương. Ví dụ, Psamathe quay quanh Sao Hải Vương ở 40% bán kính Hill. Trong trường hợp Sao Diêm Vương, chỉ 3% của vùng được biết có sự có mặt của các vệ tinh. Theo thuật ngữ của các nhà khoa học, hệ Sao Diêm Vương dường như "quá chật và hầu như trống rỗng." Trong các bức ảnh thu được từ Hubble chụp Sao Diêm Vương trong các ngày 28 tháng 6 năm 2011 và 3 tháng 7 năm 2011 các nhà thiên văn học ở viện SETI ở California đã phát hiện ra thêm một vệ tinh mới thứ tư của Sao Diêm Vương. Vệ tinh được tạm thời gọi là  P4 (sau này là Kerberos) có đường kính từ 13 đến 34 km và quỹ đạo của nó nằm giữa quỹ đạo của Nix và Hydra.
| Tên      | Bán kính (km) | Khối lượng (kg) | Bán trục chính (km) | Chu kỳ quỹ đạo (ngày) | Khám phá |
| -------- | ------------- | --------------- | ------------------- | --------------------- | -------- |
| Charon   | ~603          | 1.6×1021        | 19.410              | 6,3872                | 1978     |
| Nix      | 32-145        | < 5×1018        | 49.400 ± 600        | 25,5 ± 0,5            | 2005     |
| Hydra    | 52-160        | < 5×1018        | 64.700 ± 850        | 38,2 ± 0,8            | 2005     |
| Kerberos | 13-34         |                 | ~59.000             | 32,1                  | 2011     |
| Styx     | 10-25         |                 | ~47.000             | 20,2                  | 2012     |

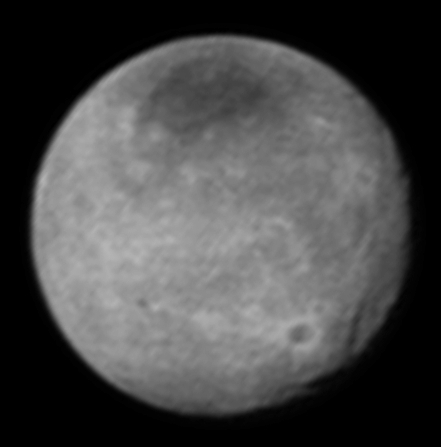
Charon chụp bới New Horizons
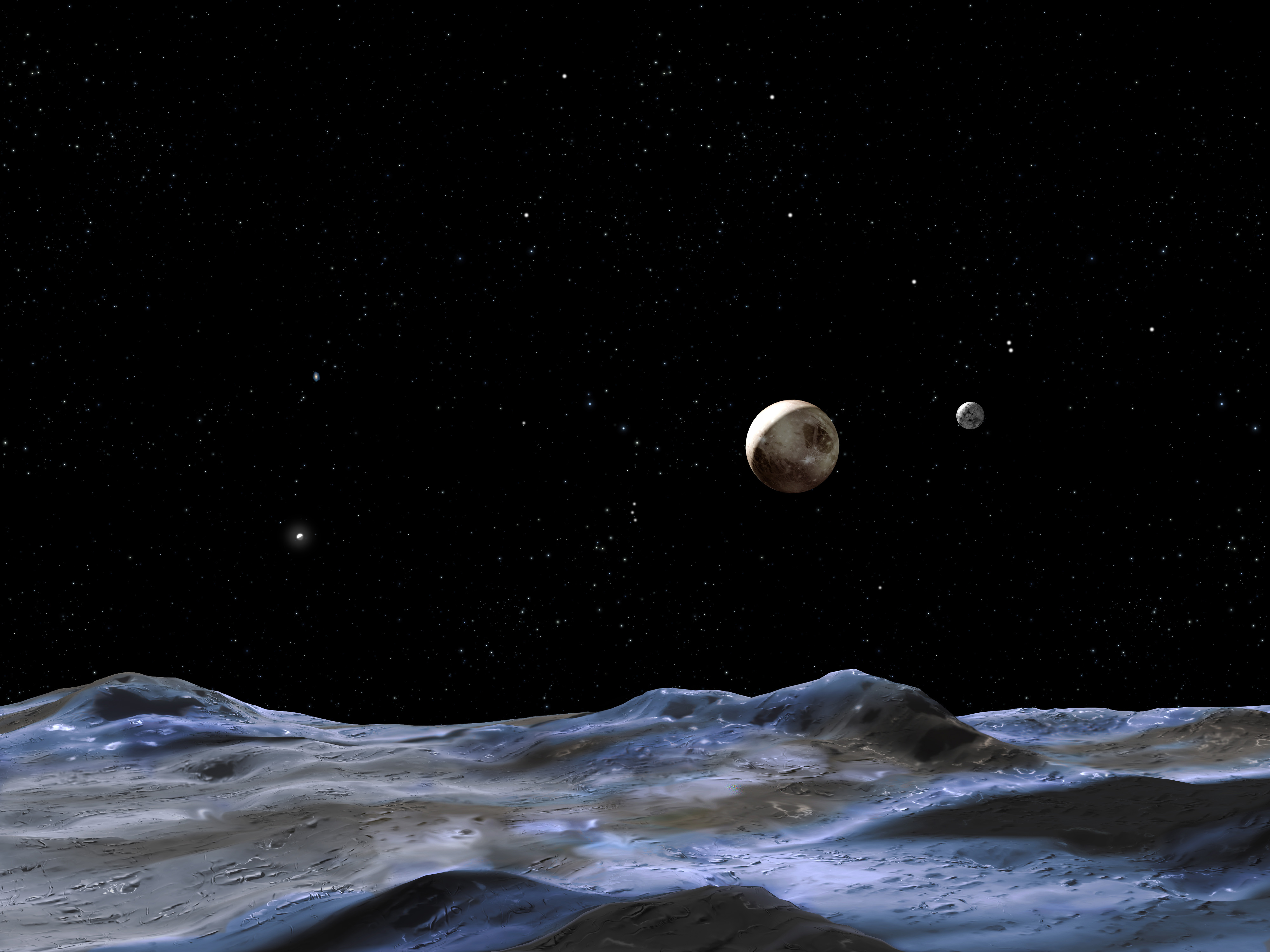
Hydra phía trước, Sao Diêm Vương và Charon phía sau, chấm nhỏ bên trái là Nix
So sánh kích thước hệ thống vệ tinh Sao Diêm Vương

### Charon

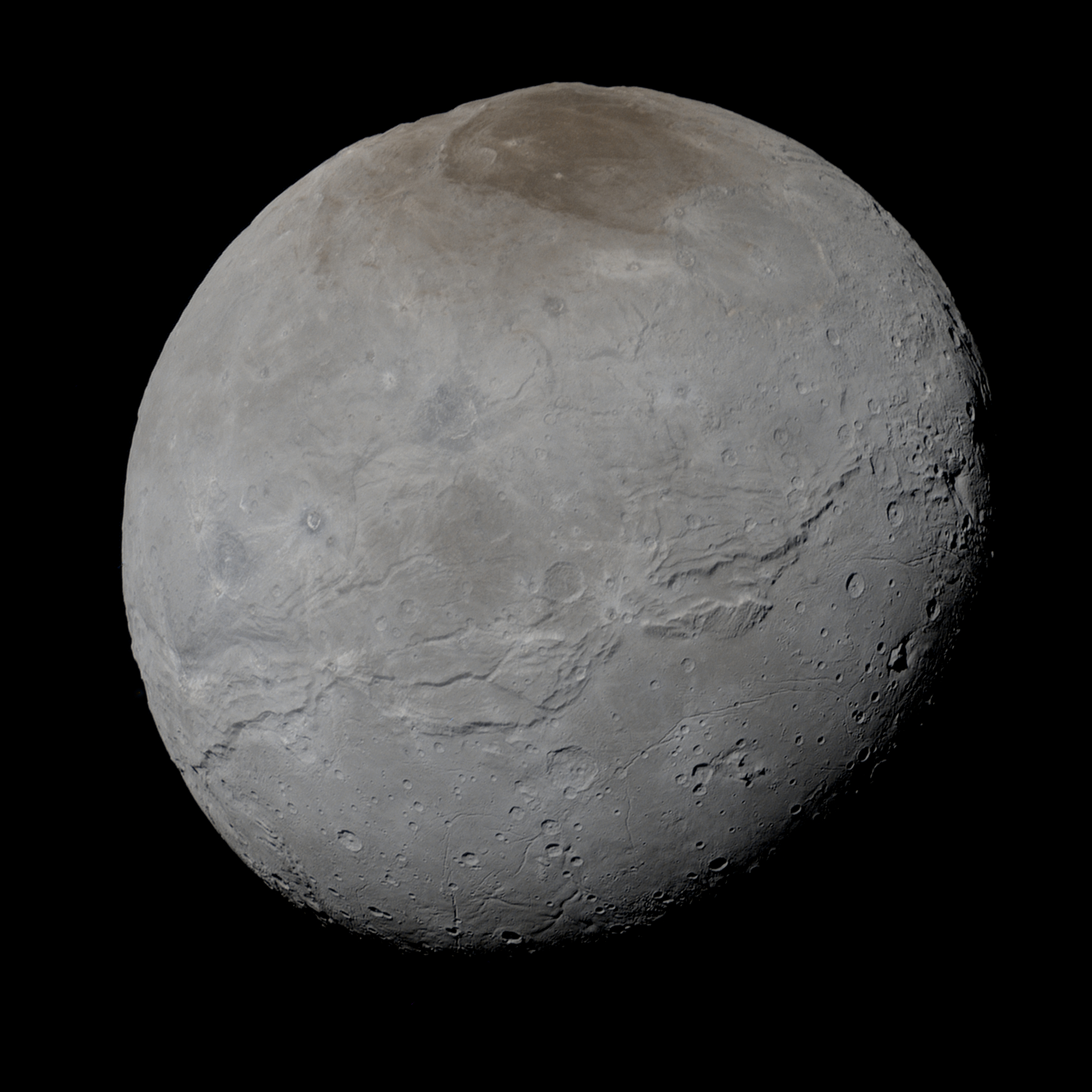
Màu sắc tự nhiên của Charon năm 2018

Hệ thống Sao Diêm Vương-Charon rất đáng chú ý vì đây là hệ đôi lớn nhất trong một vài hệ đôi thuộc Hệ Mặt Trời, và được xác định là cặp đôi có khối tâm nằm ngoài bề mặt hành tinh chính (617 Patroclus là một ví dụ nhỏ hơn khác). Điều này và kích thước to lớn của Charon so với Sao Diêm Vương khiến một số nhà thiên văn gọi chúng là một hành tinh đôi lùn. Hệ này cũng khác biệt so với các hệ hành tinh khác ở điểm mỗi vật thể đều khóa thủy triều vật thể kia: Charon luôn quay một phía bề mặt về Sao Diêm Vương, và Sao Diêm Vương cũng luôn quay một mặt về Charon. Nếu một người đứng ở phía bề mặt gần của Sao Diêm Vương, Charon sẽ lơ lửng trên bầu trời mà không chuyển động; nếu người này đi về phía bề mặt bên kia, anh ta sẽ không thể nhìn thấy mặt kia của Charon. Năm 2007, những quan sát của Đài thiên văn Gemini về những dấu vết ammonia hydrate và tinh thể nước trên bề mặt Charon cho thấy sự hiện diện của các mạch nước phun hoạt động.
| Tên gọi (Phát âm)    | Tên gọi (Phát âm)  | Đường kính (km)       | Khối lượng (kg)                | Bán kính quỹ đạo (km) (khối tâm) | Chu kỳ quỹ đạo (ngày)  |
| -------------------- | ------------------ | --------------------- | ------------------------------ | -------------------------------- | ---------------------- |
| Sao Diêm Vương/Pluto | /ˈpluːtəʊ/         | 2.306 (65% Mặt Trăng) | 1,305 (7)×1022 (18% Mặt Trăng) | 2.040 (100) (0,6% Mặt Trăng)     | 6,3872 (25% Mặt Trăng) |
| Charon               | /ˈʃɛərən, ˈkɛərən/ | 1.205 (35% Mặt Trăng) | 1,52 (7)×1021 (2% Mặt Trăng)   | 17.530 (90) (5% Mặt Trăng)       | 6,3872 (25% Mặt Trăng) |

### Nix và Hydra

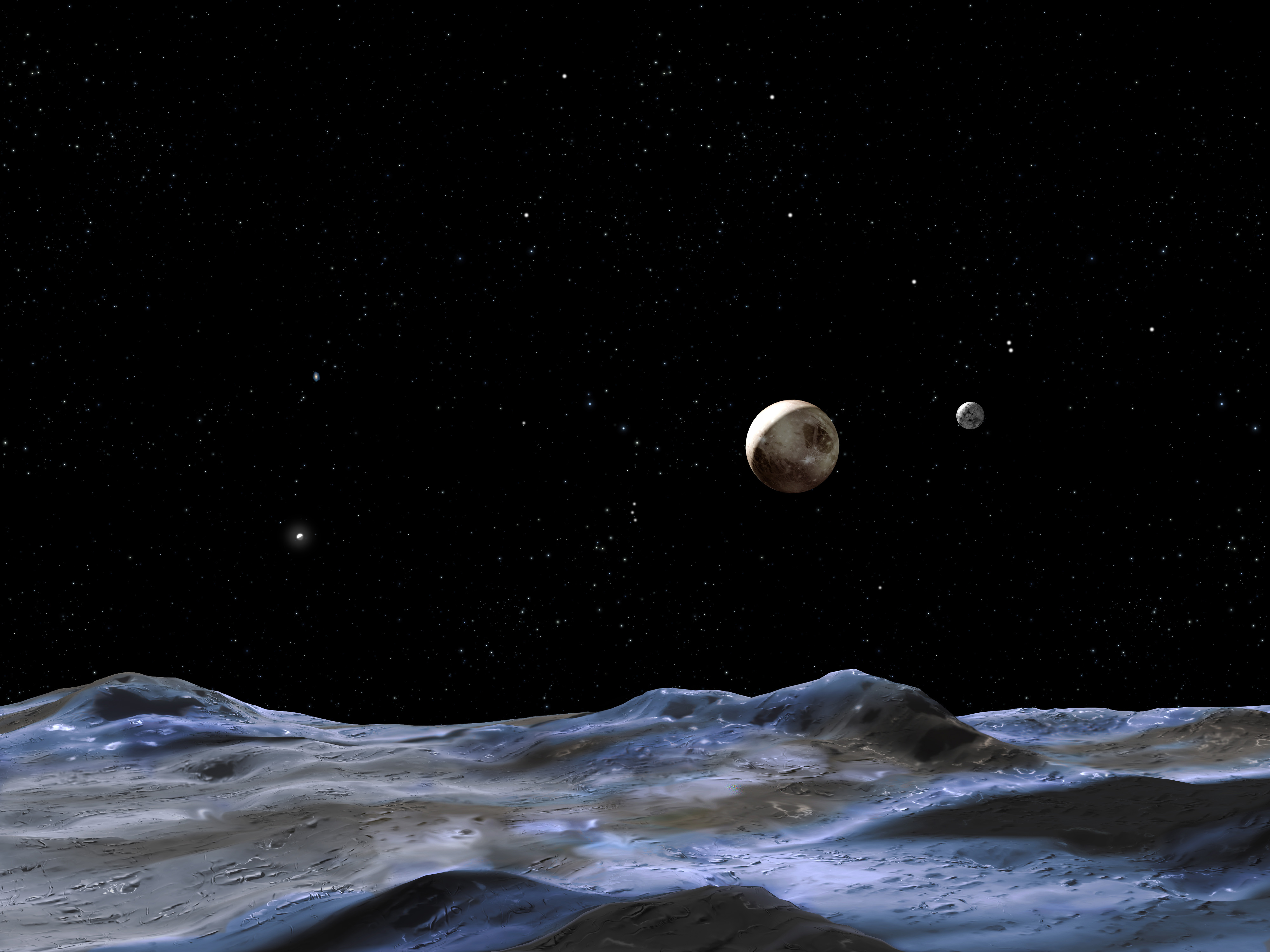
Hình vẽ của nghệ sĩ về bề mặt Hydra. Sao Diêm Vương và Charon (bên phải) và Nix (chấm sáng bên trái).

Sơ đồ hệ Sao Diêm Vương. P 1 là Hydra, và P 2 là Nix.

Hai vệ tinh khác của Sao Diêm Vương đã được các nhà khoa học sử dụng Kính viễn vọng không gian Hubble chụp ngày 15 tháng 5 năm 2005, và chúng đã nhận được tên định danh tạm thời là S/2005 P 1 và S/2005 P 2. Hiệp hội Thiên văn Quốc tế đã chính thức đặt tên cho các vệ tinh mới nhất của Sao Diêm Vương là Nix (hay Pluto II, vệ tinh phía bên trong, trước kia là P 2) và Hydra (Pluto III, vệ tinh phía ngoài, trước kia là P 1), ngày 21 tháng 6 năm 2006.
Những vệ tinh nhỏ này quay quanh Sao Diêm Vương ở khoảng cách gấp hai và ba lần Charon: Nix ở 48,700 kilômét và Hydra ở 64,800 kilômét từ tâm khối lượng chung của hệ. Chúng có quỹ đạo cùng hướng trên cùng mặt phẳng quỹ đạo như Charon, và rất gần (nhưng không phải ở trong) chuyển động trung bình cộng hưởng quỹ đạo 4:1 và 6:1 với Charon.
Những quan sát Nix và Hydra để xác định các tính chất riêng của chúng đang được tiến hành. Thỉnh thoảng Hydra sáng hơn Nix, cho thấy hoặc nó lớn hơn hoặc những phần khác nhau trên bề mặt của nó có thể có độ sáng khác nhau. Các kích thước được ước tính từ các suất phân chiếu. Quang phổ của hai vệ tinh này tương tự quang phổ của Charon cho thấy một suất phân chiếu 35% như của Charon; các giá trị này khiến Nix được ước tính có đường kính 46 km còn Hydra lớn hơn và có đường kính 61 km. Những giới hạn trên của đường kính của chúng có thể được ước tính khi lấy suất phân chiếu 4% của các vật thể tối nhất trong Vành đai Kuiper; những giới hạn đó là 137 ± 11 km và 167 ± 10 km. Ở phía cuối của dãy này, các khối lượng được suy luận chưa tới 0.3% khối lượng Charon, hay 0.03% của Sao Diêm Vương.
Sự khám phá hai vệ tinh nhở hơn cho thấy Sao Diêm Vương có thể có một hệ vành đai biến đổi. Các vụ va chạm của các vật thể nhỏ có thể tạo ra rác hình thành nên các vành đai hành tinh. Dữ liệu từ một cuộc khảo sát quang học kỹ lưỡng của Advanced Camera for Surveys trên Kính viễn vọng vũ trụ Hubble cho thấy không có hệ vành đai nào. Nếu một hệ như vậy tồn tại, hoặc nó mỏng manh như các vành đai Sao Mộc hoặc nó chỉ hạn chế ở chiều rộng chưa tới 1,000 km.
Khi chụp ảnh hệ Sao Diêm Vương, những quan sát từ Huble đặt ra các giới hạn với bất kỳ một vệ tinh có thể nào khác. Với độ tin cậy lên tới 90%, không thể có thêm một vệ tinh khác lớn hơn 12 km (hay tối đa 37 km với suất phân chiếu 0.041) tồn tại bên ngoài ánh chói của Sao Diêm Vương năm giây cung từ hành tinh lùn này. Điều này giả định rằng một vật thể kiểu Charon có suất phân chiếu 0.38; ở mức độ tin cậy 50% giới hạn là 8.

### Kerberos và Styx
Hai vệ tinh Kerberos & Styx được phát hiện và công bố, được xác nhận là những vệ tinh mới năm 2011 và 2012 bới Kính viễn vọng không gian Hubble.

## Nguồn gốc

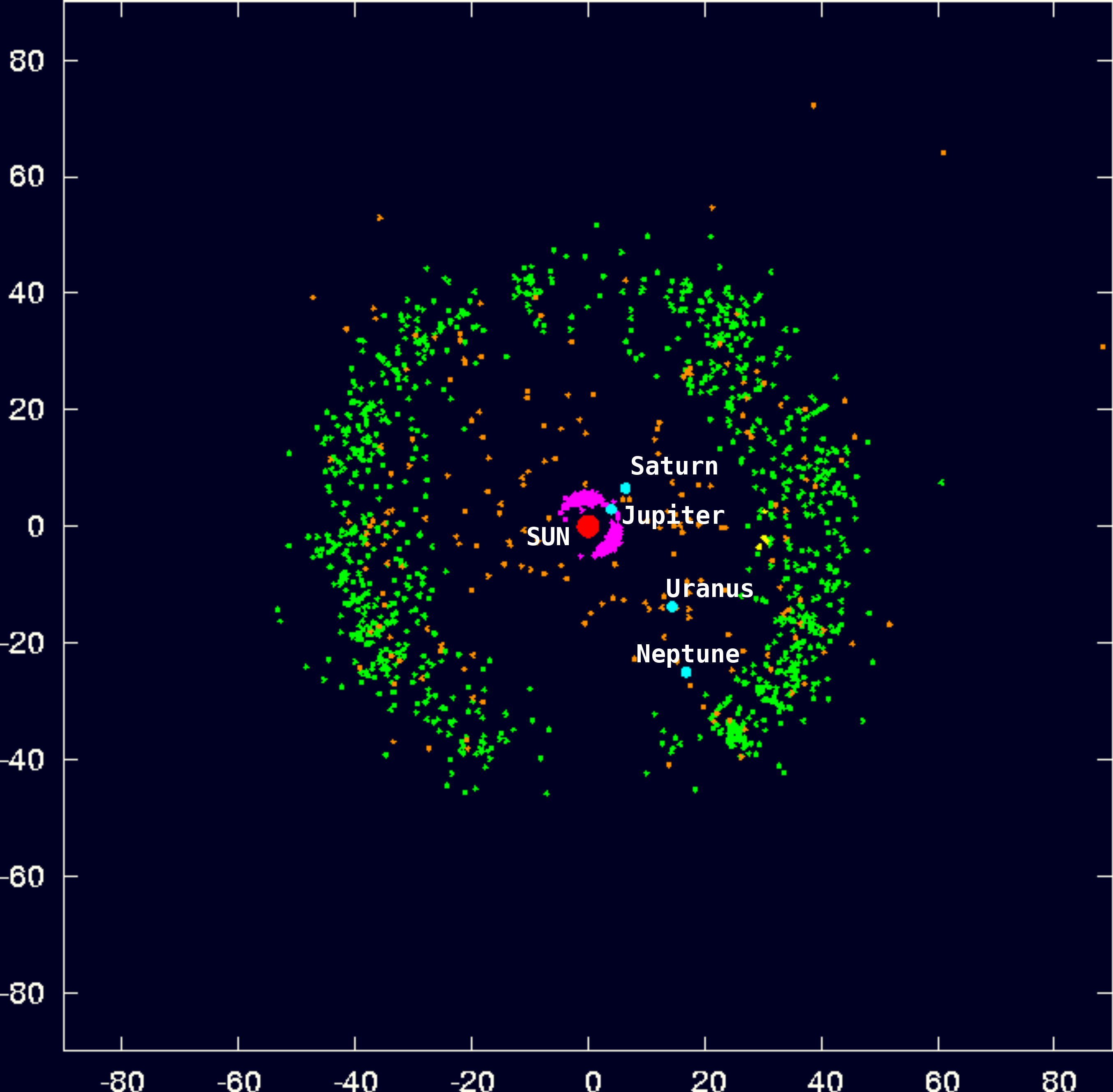
Chấm của tất cả các vật thể đã được biết tới trong Vành đai Kuiper, tương phản với bốn hành tinh phía ngoài

## Thám hiểm Sao Diêm Vương

Lần đầu tiên Sao Diêm Vương được nhìn thấy từ tàu New Horizons